# 兵庫県立明石公園
兵庫県立明石公園（ひょうごけんりつあかしこうえん）は、兵庫県明石市にある兵庫県立の都市公園（広域公園）である。

## 概要
明石公園は明石城の城跡のほぼ全域を公園化した城址公園である。園内には史跡明石城跡や兵庫県立図書館などの教養施設、2つの野球場や陸上競技場などの運動施設があるほか、西芝生広場、東芝生広場、千畳芝、明石城武蔵の庭園、花と緑のまちづくりセンターなどその他の施設がある。二ノ丸の南には宮本武蔵作とされる日本庭園が整備され2003年に公開された。
明石城の城跡には1883年（明治16年）に民営明石公園が開設されたが、1898年（明治31年）に御料地に編入され廃園となった。しかし、1918年（大正7年）に県が御料地の一部を借り上げて県営の明石公園が開設された。その後、1930年代にかけて二度の追加拡張が行われた。
平山城である明石城本丸からは、明石駅前に立ち並ぶビルの向こう側に淡路島が見え、東は明石海峡大橋等を眺めることができる。園内には約200種類の樹木があり、アオバズクなどの野鳥やヤマトタマムシなどの昆虫も多く見られる。
「日本の都市公園100選」、「日本さくら名所100選」、「日本100名城」、「日本の歴史公園100選」に選定されている。

## 歴史
城の歴史については明石城の項目を参照のこと。
- 1881年（明治14年）夏 - 神戸の相生小学校（後の湊川小学校）建築用に艮櫓解体。
- 1881年（明治14年）8月16日 - 旧士族ら14人、県に対し城跡現状保存を出願。
- 1883年（明治16年）5月 - 公園開設が許可される[5]。
- 1888年（明治21年）12月 - 明石公園保存会設立、公園の経営を行う。
- 1896年（明治29年）11月24日 - 管理が明石郡に移管。
- 1898年（明治31年）11月21日 - 皇太子（後の大正天皇）の離宮候補となり廃園。
- 1911年（明治44年）2月 - 明石離宮造園内定。
- 1912年（大正元年） - 大正天皇即位で離宮の件は取り消しに。
- 1918年（大正7年）4月14日 - 明石公園開園式。
- 1921年（大正10年）8月 - 県立農学校の加古川移転に伴い、付近のご料地貸下を合わせて大規模な拡張工事を決定する[5][6]。
- 1922年（大正11年）5月 - 工事に着手[5]。
- 1924年（大正13年）3月 - 拡張工事が完了し公開[5]。
- 1926年（大正15年）10月25日 - 12月5日まで本丸で第1回菊花展開催（以後戦争時を除いて毎年開催）。
- 1929年（昭和4年） - 御料地全域払下。
- 1945年（昭和20年）6月9日 - 川崎航空機（現・川崎重工業）明石工場が標的となった2回目の空襲で明石公園に避難した多くの住民が被災した。
- 1948年（昭和23年）2月4日 - 兵庫県明石公園事務所発足、戦災からの復興事業開始。
- 1956年（昭和31年）　無名の池などに応募で名称が付けられる（乙女池、ひぐらし池等）。
- 1995年（平成7年）1月17日 - 阪神・淡路大震災により櫓や石垣に被害。
- 2000年（平成12年）3月 - 城跡修復完了。坤櫓と巽櫓間の土塀も復元。
- 2003年（平成15年）11月2日 - 武蔵の庭園が公開。
- 2017年（平成28年）8月1日 - 明石市立図書館が、約700メートル南下した明石駅南側で前年12月に開業した複合商業施設「パピオスあかし」4階への移転を機にあかし市民図書館へ改名した事に伴い、其の跡地に郷土資料の収集・展示に特化したあかしふるさと図書館が開設された。
- 2020年（令和2年）3月31日 - 建屋の耐震性の低さおよび老朽化により、あかしふるさと図書館がこの日を最後に閉館[7]

## 明石城跡
2004年（平成16年）9月30日、城跡が国の史跡に指定された。毎週土日は坤櫓の1階内部を公開している。小雨を含む雨天は公開中止となる。本丸の四隅には櫓が建っていたが、北東の艮櫓は1881年（明治14年）に、北西の乾櫓は1901年（明治34年）に解体されており、現存しない。
- 本丸
  - 坤櫓（西側）　1957年（昭和32年）6月18日、国の重要文化財に指定[9]
  - 巽櫓（東側）　1957年（昭和32年）6月18日、国の重要文化財に指定[10]
  - 天守台
  - 稲荷曲輪
- 二ノ丸
- 東ノ丸
- 中堀　公園の境になっている堀。内堀と外堀は埋めたてられている
- 桜堀
- 箱堀
- 薬研堀
- 石垣　20,000m2

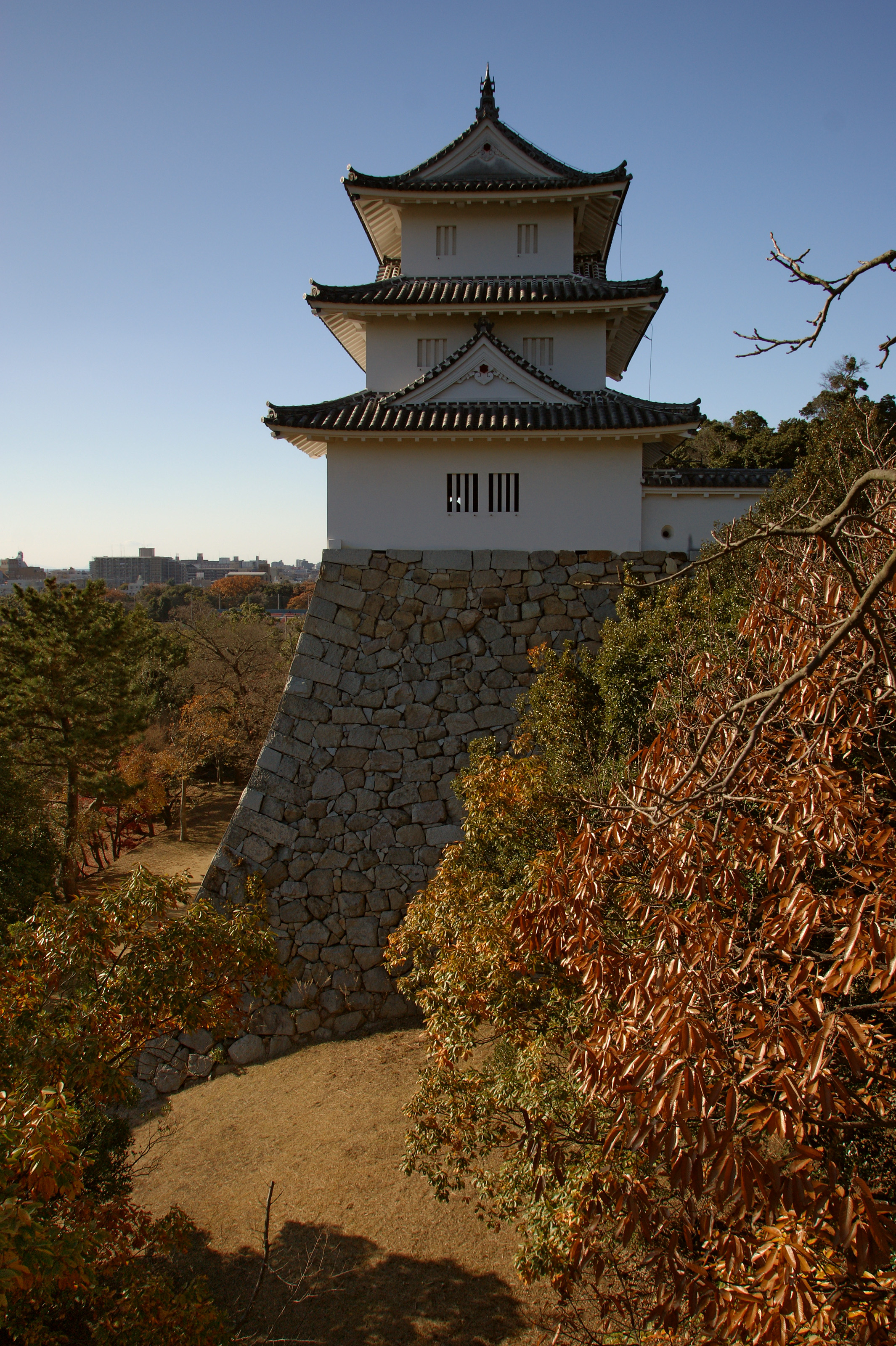
巽櫓
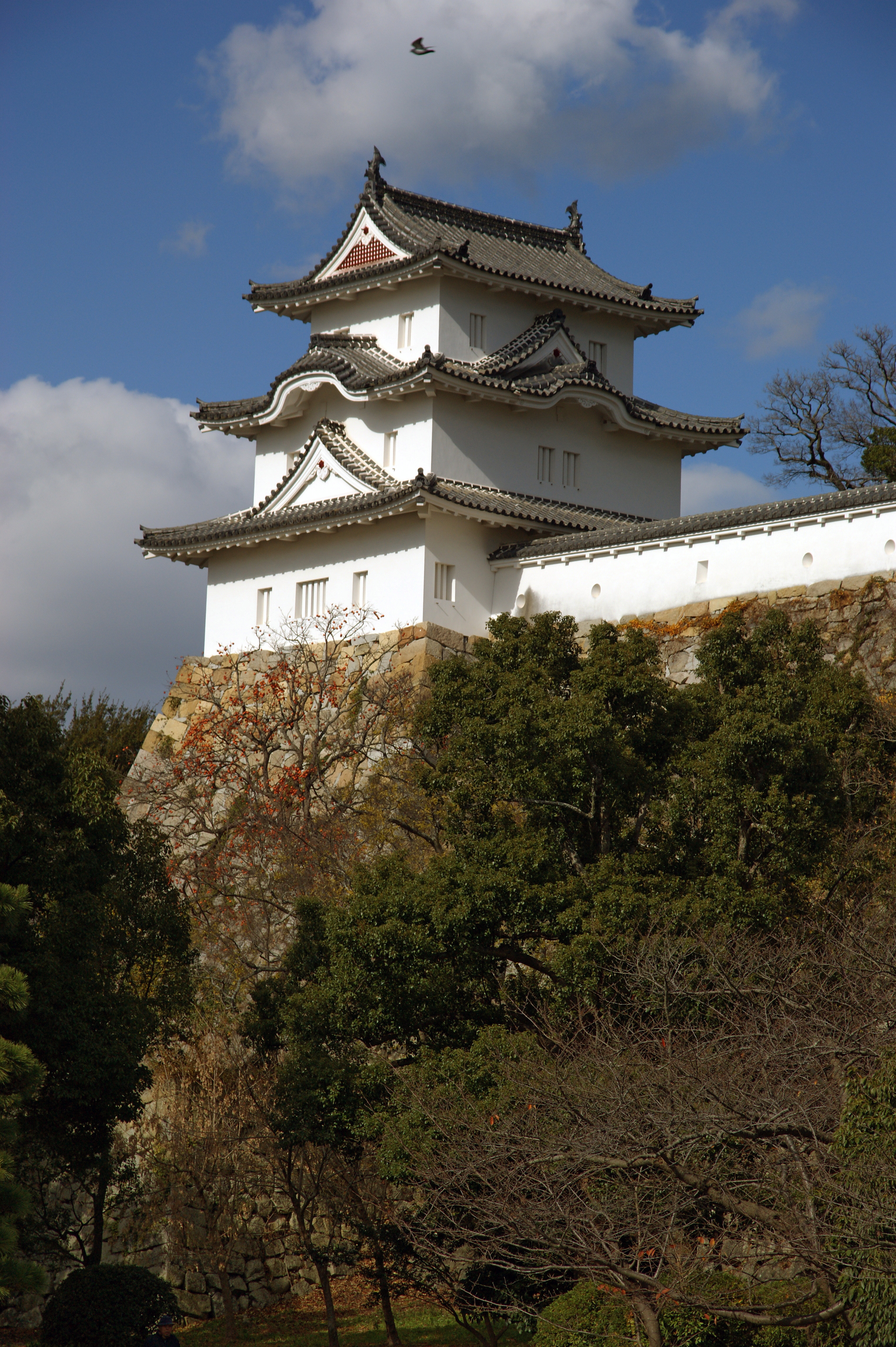
坤櫓
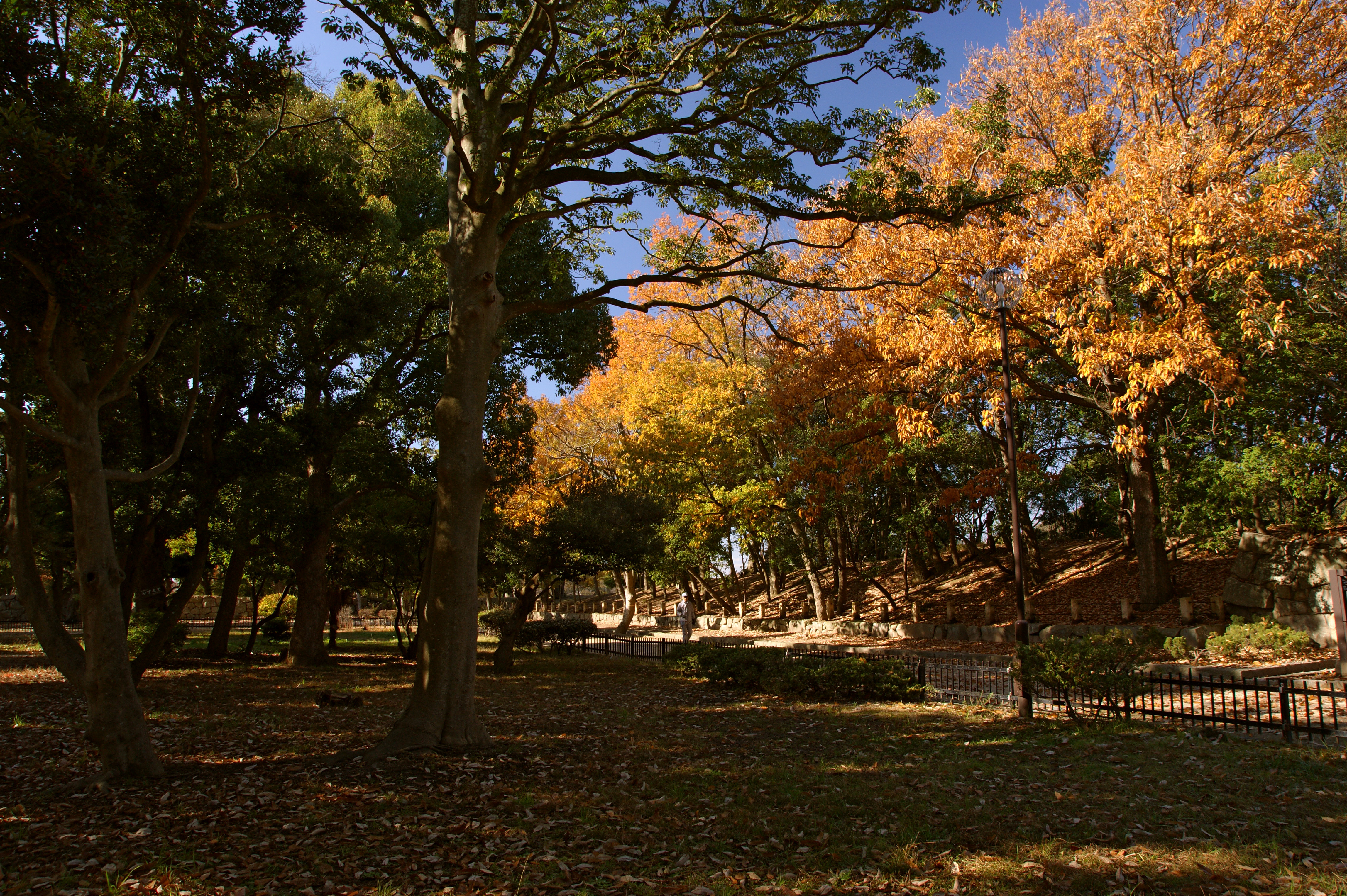
東ノ丸
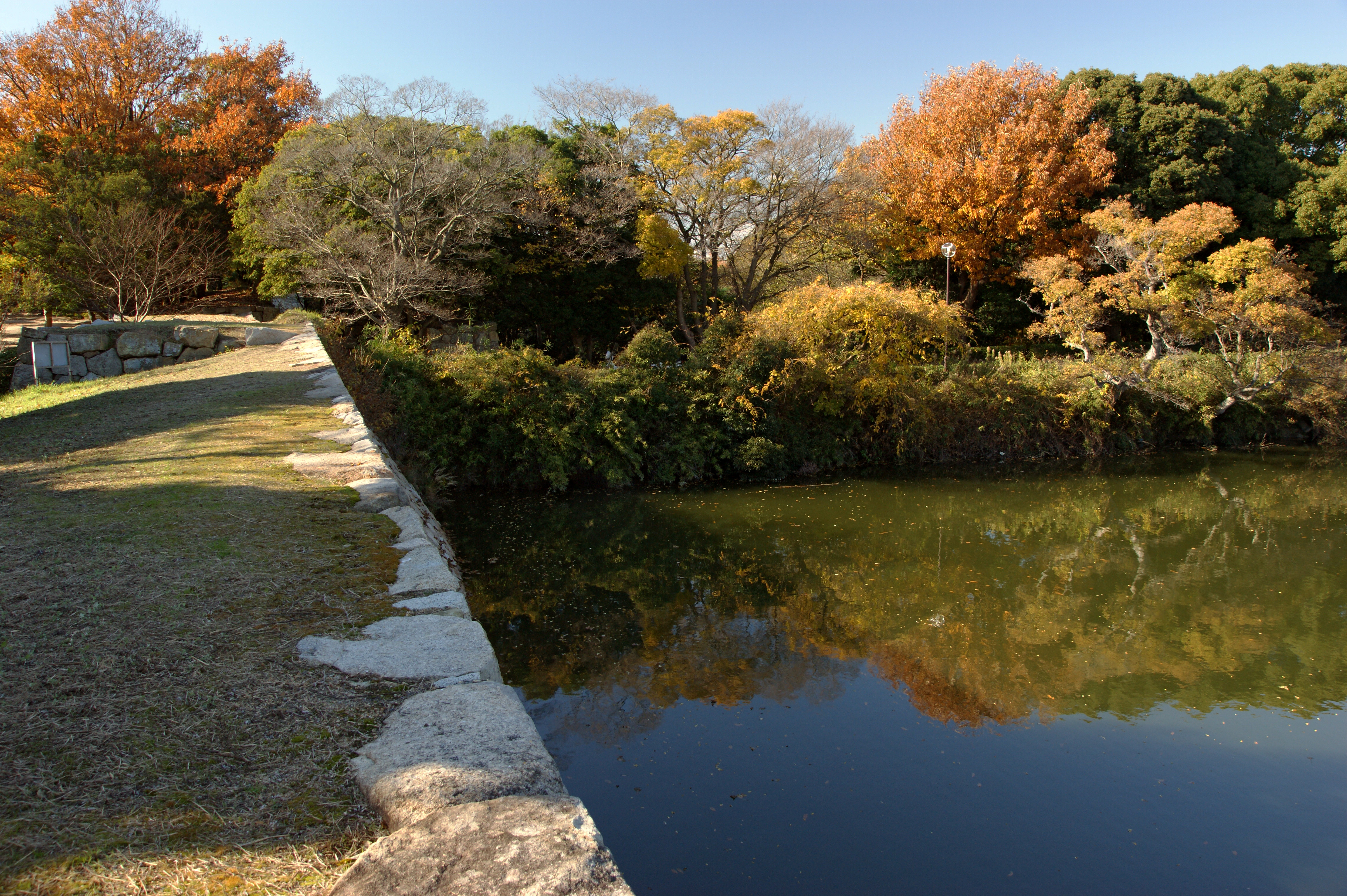
薬研堀

## スポーツ施設
主な施設は以下。なお、第一野球場の南にバレーコートがあったが駐車場になっている。

### 野球場
兵庫県立明石公園第一野球場（センター122m、両翼100m）と兵庫県立明石公園第二野球場（センター97m、両翼80m）がある。

### 陸上競技場
- 日本陸上競技連盟第3種公認
- トラック　1周400m　8レーン

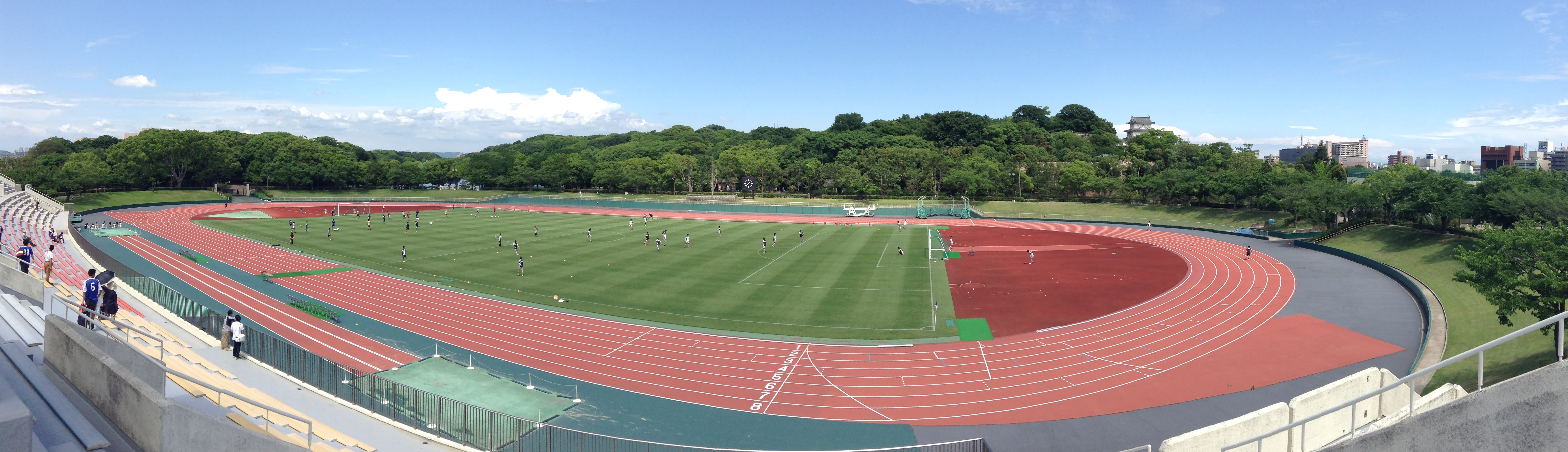
陸上競技場

- 20,000人収容（メインスタンド6,000人、他は芝生席）
- 2018年4月1日より株式会社きしろが命名権を取得し、「きしろスタジアム」と呼称される。
- 2015年7月1日から2018年3月31日までは有限会社アサダコーポレーションが命名権を取得しており、「アサダスタジアム」と呼称されていた。
- かつては第1種公認を受けたことがあり、兵庫リレーカーニバルの会場として使用されたこともあった。しかし、日本陸連の公認競技場の更新手続きが基本5年ごとに必要とされるため、その更新のための改修が必要とされているが、第3種公認のトラックの認定を受けるには「1レーンごとの幅1.22mか1.25m」とする条件がなされていたが、これが2019年の規約改正で「1.22m」に統一されたので、2023年に予定される次回の更新時にその基準を満たす必要があるとして、所有者の兵庫県に対して、明石市が改修をするように求めていた[11]。その後県は2023年10月から半年をかけて規定のレーン幅にトラックを改修、写真判定機などを更新する。また老朽化で改修できないスタンドの撤去、トイレ・シャワーなどの設備・器具の更新、バリアフリー化も検討する（23年3月末までの公認期間のため本来公認が外れることになっていたが県が上記の改修方針を打ち出したため特例として公認継続されることとなった）。

### 補助陸上競技場
- 1周250m。　土のトラックである。

### テニスコート
- 12面

1950年完成。完成時には全日本軟式テニス選手権大会が行われた。

### 兵庫県立弓道場
- 近的12人立ち
- 遠的6人立ち
- 観覧席120席

1988年5月に完成。
2013年までは、後述のあさぎり寮が管理を行っていたが、後述の通り閉館となったため、現在は兵庫県スポーツ協会が管理している。

### ローンボウルスコート
- 7リンク

1972年に完成。当初は相撲場の予定だったが工事途中で中止され、現在の形になった。日本選手権をはじめとしたローンボウルズの競技会会場にもなっている。

## 文化施設

### 兵庫県高等学校野外活動センター「あさぎり寮」
1966年4月開設。学生や一般の宿泊研修、会議などに利用されていた。
2013年3月　老朽化に伴い閉館

### あかしふるさと図書館
2017年8月1日設置。耐震性の低さおよび老朽化により2022年3月31日を最後に閉館

### 明石城武蔵の庭園
池泉回遊式庭園。2003年11月2日から一般公開。茶室は2004年3月27日に完成。
かつて宮本武蔵作と伝えられる庭園や建物が現在の陸上競技場付近にあった。今回の庭園はそれより東に離れたところにある乙女池周辺を整備して造られている。場所の選定理由は、大正時代の工事の際に庭園材料や樹木の移設先となったこと、地割りが類似している等があげられている。

## 自然

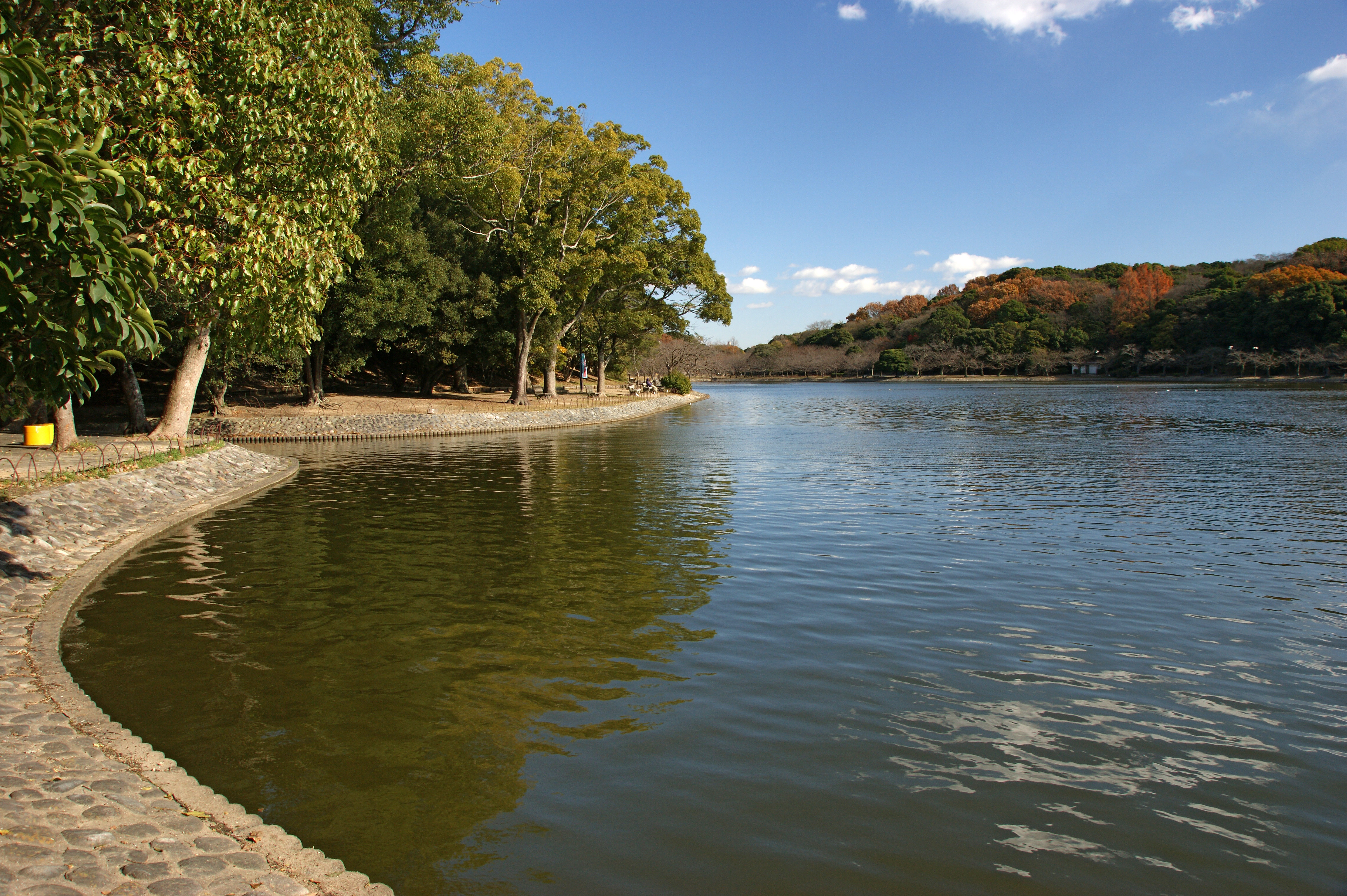
剛ノ池

### 植物
クスノキやオダマキ、ケヤキ、ヤマモモ等様々な木が園内全体に生えており、特に公園中央にある桜掘周辺は森のようになっている。ソメイヨシノは約2000本が植樹されていて剛ノ池周辺に多く1990年3月、日本さくら名所100選に選ばれており、春には花見客でにぎわう。

### 動物
現存する中堀にはコブハクチョウやカモ、アオサギやゴイサギなどが居り、カワセミが見られることもある。冬にはユリカモメの群れが見られる。

### 剛ノ池
明石公園のほぼ中央には剛ノ池（面積29,000m2）がある。1986年（昭和61年）からボートの営業が行われている。手こぎボートと足こぎボート（3人乗り、6人乗り）の3種類がある。

## 駐車場
西入り口及び図書館北側の2か所に有料駐車場あり。

## 交通アクセス

### 鉄道
- JR明石駅・山陽電車明石駅から徒歩約5分

### 道路
- 第二神明道路玉津ICより車で約15分
- 第二神明道路伊川谷JCTより車で約10分
- 第二神明道路大蔵谷ICより車で約10分

## 明石公園に関する逸話

### 公園内の古墳
兵庫県高等学校野外活動センターあさぎり寮に入る手前の林の中に、直径10m、高さ1.5mのあさぎり寮古墳（円墳）が現存する。頂上から土器片が採取されており、古墳時代後期のものとみられている。
本丸跡、坤櫓の近くには人丸塚と呼ばれる丸い丘があり、円墳とされてきた。しかし都市緑化植物園工事に先立って1978年1月から行われた埋蔵文化財発掘調査により、埋葬施設が出ない、土の盛り方が乱雑等の理由で、古墳ではないとの結論が出ている。
図書館南側には半壊した石室を露出させている北曲輪古墳があるとされてきたが、現在では土塁の一部と見なされている。

### 動物園構想
1955年5月、公園内に子供向けの施設として動物園を作るため市長は県への協力をあおいだ。
とりあえず1956年6月から14匹のサルを公園内で飼育したが、徐々に見物人によるいたずらが相次ぐようになり、1958年10月には見物人が金網にあけた穴からサルが脱走。以後も脱走をくり返し人が噛まれる被害が出たため、サルは姫路市立動物園に引き取られ、動物園構想は立ち消えになった。
1957年2月には山陽電気鉄道による公園内の動物園構想が明石市に出され、協力の要請があったが、実現しなかった。

### 植物園構想
1977年1月、兵庫県は本丸跡に入園料を取る植物園を作る構想を出した。しかし市民や県文化財保護審議会による反対もあり、構想は大幅に縮小された。
結果、本丸跡周辺82,000m2が都市緑化植物園区域とされ、花木園や班入植物園として樹木が植えられたり、従来からある植物の保護育成が行われている。西側の稲荷郭には薬草等がある有用植物園が作られ、開放されている。剛の池南端には緑の相談所が作られている。

### ジャイアント馬場
馬場正平 (ジャイアント馬場)が、野球選手として読売ジャイアンツと大洋ホエールズに在籍していた時、キャンプ場が明石の第一野球場だった。この地で後に妻となる馬場元子と出会った。また阪神・淡路大震災の際には義援金を募っており、1998年4月公園内に馬場の身長と同じ209cmの震災碑が建てられた。

### 阪神・淡路大震災
1995年の阪神・淡路大震災で明石公園は被害を受け、坤櫓、巽櫓は土台部分の沈下により傾斜、一部の壁が崩落するなどの被害が生じた。石垣は現存する20,000m2のうち3,740m2が崩壊、破損した。
この時点では石垣は史跡指定を受けておらず、修理は建設省事業による一般工事になるところだったが、協議の結果文化財として伝統方式で修復されることになった。また櫓自体は柱や梁の状態が良好だったため、全解体せずに修復することになった。
櫓は曳屋工法を用い建物全体を持ち上げ、1か月をかけて後ろに移動。土台を修復したあと再び元に戻し、壁や瓦等の修復工事を行った。土台の補修はコンクリートを使わず、版築工法を用い土を突き固めている。
修復工事の際には調査も行われ、両櫓の土台の違いや、他の城に見られない石垣内部の特徴などが判明している。